# فيات
فيات وتعرف أيضا بمجموعة فيات (FIAT أو FIAT Group) هي شركة إيطالية لصناعة سيارات الركوب يقع مصنعها الأساسي في تورينو. وكلمة فيات هي اختصار لمصنع السيارات الإيطالي بتورينو (بالإيطالية:Fabbrica Italiana Automobili Torino). تضم مجموعة فيات الشركات ألفا روميو وفيراري ومازيراتي -تتبع فيراري- ولانسيا- والتي ما زالت فيات تتحكم بها تماما عكس الشركتين السابقتين، كما تمتلك فيات حالياً ما نسبته 20% من شركة كرايسلر الأمريكية على أن ترتفع النسبة إلى 35% ثم إلى 51% فيما بعد، وبهذا تصبح فيات المجموعة الإيطالية الوحيدة لإنتاج السيارات-عدا لامبورغيني المملوكة لمجموعة فولكسفاغن الألمانية-. اشتهرت شركة فيات بصناعتها للسيارات الصغيرة والاقتصادية.
وتتميز سيارات فيات عموما بمميزات أي سيارة إيطالية مثل التصميم المبتكر والأداء الرياضي. وقد تميزت كثير من سيارات فيات بالجمع بين الاقتصادية والحجم المدمج بالإضافة إلى الطابع الرياضي والعملي. وفيات هي أول من أدخل نظام التربو ديزل سنه 1986 في كبيرتها كروما. وكانت سياراتها فيات 128 طراز (1969) إحدى أوائل السيارات التي اعتمدت نظام الدفع الأمامي وضعية المحرك العرضية. وقد ساهمت هذه السيارة في تغيير الكثير من أساليب صناعة السيارات الصغيرة.
ويتركز سوق فيات أساسا في أوروبا بالإضافة إلى بعض أسواق الشرق الأوسط مثل مصر وسوريا ولبنان وأسواق أمريكا اللاتينية.
و ينافس فيات في السوق الأوروبية : فولكسفاغن الألمانية وبيجو الفرنسية وهما في نفس لائحتها السعرية. ويمكن إدخال شركات مثل تويوتا وهوندا وأوبل إلا أنهما في لائحة سعرية أدنى من فيات.
وقد أرهقت منافسة السيارات اليابانية شركة فيات كثيرا باعتبارها سيارات صغيرة وسعرها يقل دائما عن سعر سيارات فيات، كما برزت مجموعتا فولكسفاغن وبيجو بشكل واضح في السنوات الأخيرة، مما أدى إلى تدني مبيعات فيات بشدة وازدياد ديونها.

## تاريخ
تم تأسيس فيات سنة 1899 بواسطة جيوفاني أنييلي ومجموعة من المستثمرين. وقاد جوفاني شركة فيات حتى وفاته سنة 1943. أنتجت فيات أولى سياراتها عام 1903 وفي 1908 أنتجت أول محرك للطائرات. واستطاعت سيارات فيات أن تفرض نفسها في فترة قصيرة وتحقق مبيعات هائلة. فقد نجحت فيات في تصميم وإنتاج سيارات تتفوق على مثيلاتها الأوروبية في الأداء والابتكارات بسعر مدروس للغاية.
وتعتبر سيارات فيات، السيارات العذراء الوحيدة في العالم، حيث ظلت ولغاية عام 2010 سياراتها خالصة 100% لقطع غيار فيات الأم.
وهناك اشتراك واحد مع شركة هيتاشي اليابانية على صعيد الآلات الكبرى كالحفارات والدكاكات.
يرأس الشركة الآن جون ألكان.

## فيات لينيا
تعد السيارة لينيا نموذجا فريداً يعكس قدرات الشركة الإيطالية في المزج بين الأناقة في التصميم والعملية في الأداء ومتعة القيادة بجانب السعر المنافس في مقابل المميزات الفريدة التي توفرها السيارة والتي تؤهلها لمنافسة السيارات من الفئات الأعلى.
وقد تم تصميم السيارة بمركز تصميمات فيات وهو ما جعل هيئة السيارة تعكس جميع مفاهيم الأناقة والديناميكية والانسيابية والطابع الإيطالي الخالص الذي يميز جميع طرازات فيات الحديثة بدءا من طراز جراند بونتو وحتى طراز برافو الجديد.
تندرج السيارة لينيا ضمن فئة السيارات السيدان متوسطة الحجم رباعية الأبواب وتتمتع بأبعاد مثالية في فئتها تجعلها تمثل القمة من حيث الرحابة والاتساع، حيث يبلغ طولها 4.5 متر، وعرضها 1.7 متر وارتفاعها 1.5 متر ويبلغ طول قاعدة العجلات 2.6 متر، كما تصل سعة صندوق الامتعة الخلفى إلى 500 لتر.
روعي أيضا في تصميم السيارة الداخلي نفس معايير الأناقة والانسيابية لتحقيق التجانس مع التصميم الخارجة المميز ولاستكمال نفس الشعور بالرحابة وسعة المساحة للسائق والركاب إلى جانب الراحة والرفاهية والترف الذي يميز جميع تفاصيل السيارة.
وتتوافر السيارة لينيا بمحرك بنزين ذي ثمانية صمامات تبلغ سعته اللترية 1400 سي سي ويولد قوة قدرها 77 حصانا مع محرك آخر تيربو 1400 سي سي ويولد قوة قدرها 120 حصانا.
وتتضمن السيارة ناقل حركة خماسي السرعات وثلاث مستويات متنوعة من التجهيزات للتجاوب مع الاحتياجات المتنوعة للعملاء التي ستطرح بها مع توافر ألوان مختلفا للهيكل الخارجي للاختيار بينها.
كما تضم السيارة العديد من التجهيزات الفريدة التي لم تطرح من قبل في أي سيارة أخرى من هذه الفئة مثل تكييف الهواء المتطور والأنظمة الترفيهية الفريدة من نوعها والتي تشمل نظام Me و Blue الذي يتيح إمكان توصيل البلوتوث داخل السيارة مع وصلة USB لتوصيل الأجهزة الإلكترونية المتنوعة والراديو مع مشغل الأقراص المدمجة CD
إلى جانب نظام القيادة الالية Cruise Control Sensor وكل ذلك يأتي بسعر منافس جدا توفره أي سيارة أخرى من الفئة نفسها.
وقد تم تجهيز السيارة لينيا بالعديد من نظم الأمان التي تعكس حجم التطور الهندسي الذي بلغته شركات فيات الإيطالية مما يجعلها من أكثر السيارات أمانا في فئتها وذلك من خلال دمج العديد من النظم والحلول المبتكرة في عالم الأمان كما تضم السيارة نظام المكابح المضادة للغلق ABS ومن المتوقع ان تمثل السيارة لينيا إحدى أهم السيارات الاستراتيجية بالنسبة لمجموعة فيات في الأسواق الأوروبية وغير الأوروبية.

## سيارات فيات الشهيرة

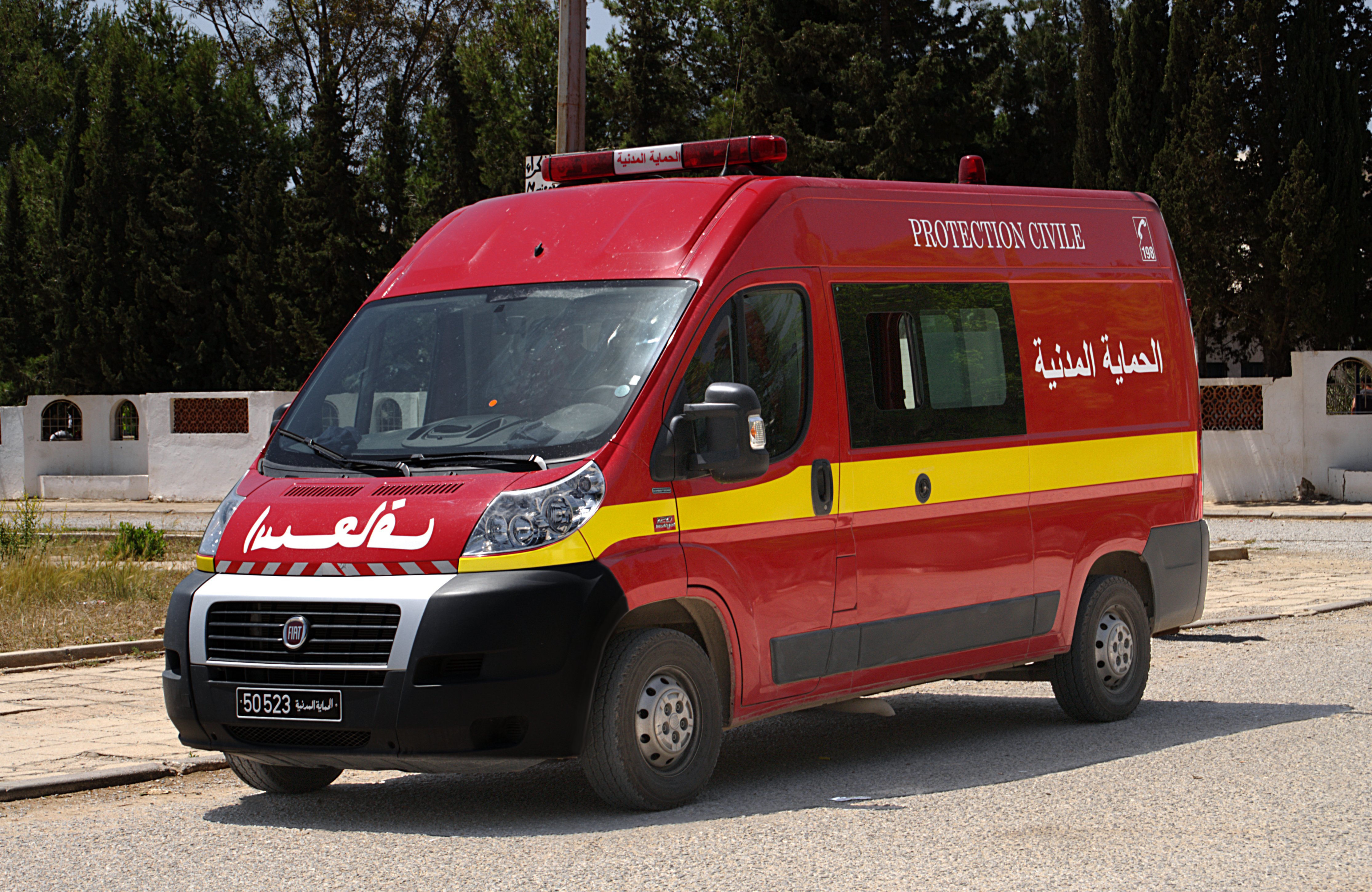
سيارة إسعاف، فيات دوكاتو

| - فيات 500 - فيات 128 - فيات 127 - فيات 500C | - فيات 131 - فيات ريجاتا - فيات سينا فيات ريتمو | - فيات بونتو - فيات برافا - فيات باندا - (فيات اونو) |

## جوائز فيات
حازت فيات على جائزة أحسن سيارة في العام 12 مرة وهي بذلك أكثر الشركات حصولا على هذه الجائزة، كانت أخرها فيات نيوفا 500 وتفوقت على فولكسفاغن غولف التي حلت في المرتبة الثانية. والسيارات الحاصلة على جائزة أحسن سيارة في العام هي:
- 1967: فيات 124
- 1970: فيات 128
- 1972: فيات 127
- 1980: لانشيا دلتا
- 1984: فيات أونو
- 1989: فيات تيبو
- 1995: فيات بونتو
- 1996: فيات برافا/برافو
- 1998: ألفا روميو 156
- 2001: ألفا روميو 147
- 2004: فيات باندا
- 2008: فيات 500